# 4679 Sybil
4679 Sybil este un asteroid din centura principală, descoperit pe 9 octombrie 1990 de Robert McNaught.